# Khirbet es-Samra

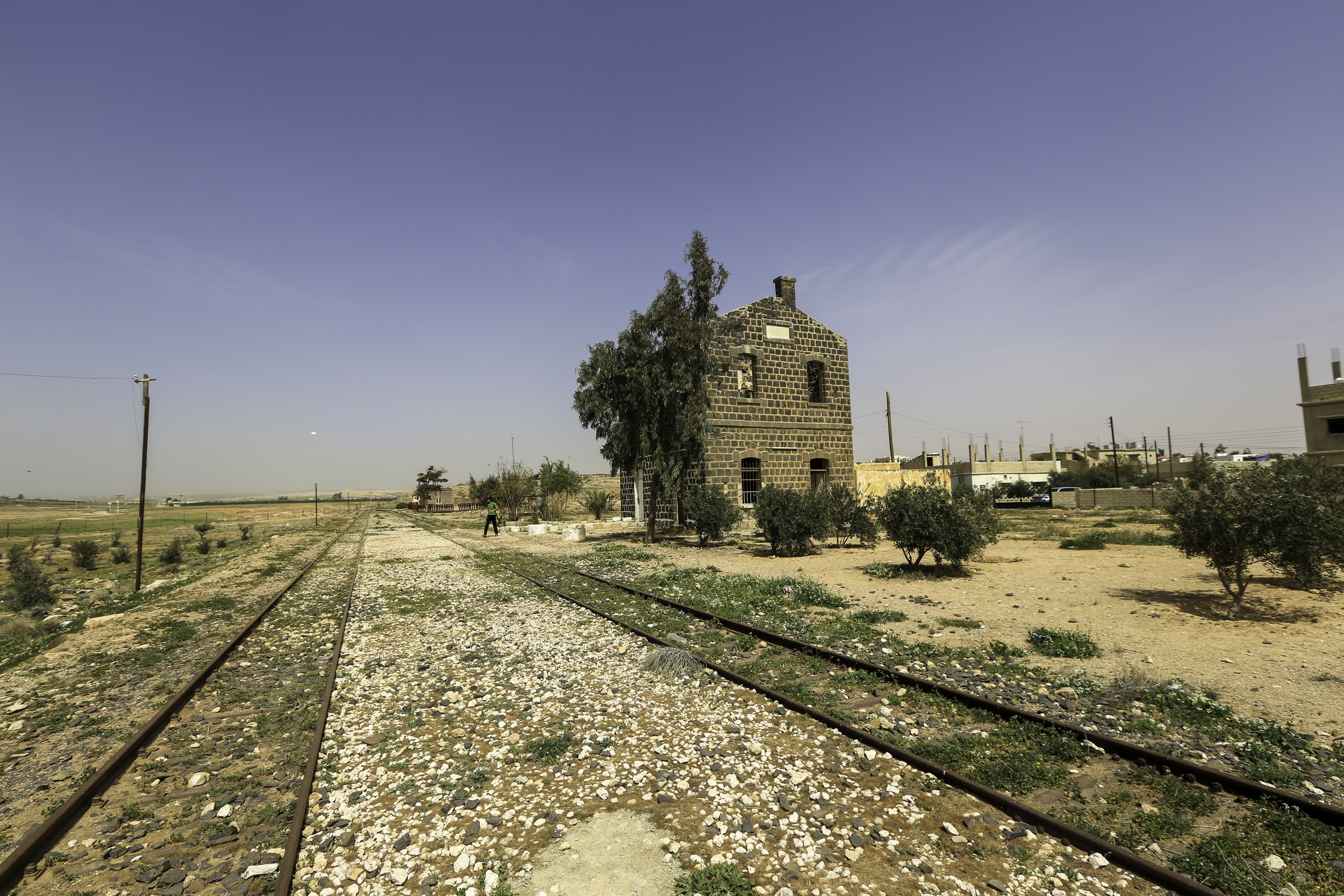
Gare du Chemin de fer du Hedjaz

Khirbet es-Samra (en arabe "les ruines sombres") est un site archéologique de Jordanie à 40 km au nord-est d'Amman. Occupé aux époques romaine, byzantine, omeyyade et ayyoubide, il fut abandonné du XVe siècle au XXe siècle. L'Empire ottoman y construisit une gare du Chemin de fer du Hedjaz, puis les bédouins Beni Hassan un village dans les années 1960.

## Histoire
Mentionné sous le nom de « Hatita » par la Table de Peutinger, le site était une étape de la voie romaine dite Via Nova Traiana construite sous Trajan entre la Syrie et la Mer Rouge. Une mansio, relais de poste romaine, permettait aux voyageurs du IIIe siècle de faire une halte entre Philadelphie (Amman) et Bostra, capitale de la province d'Arabie. À la fin du IVe siècle le site fut partiellement détruit et un fortin y fut construit, sans doute sous les empereurs Valentinien Ier, Valens et Gratien. La Notitia Dignitatum en indique la garnison : la Première Cohorte Milliaire des Thraces, et la Deuxième Aile Heureuse Valentinienne. 
Au VIe siècle le site perd sa fonction militaire et devient un village chrétien. 11 petites églises y ont été retrouvées, certaines ornées de mosaïques représentant des motifs géométriques, des animaux, des villes avec leurs remparts et leurs églises, et des inscriptions en grec. Il y avait aussi un cimetière dont les stèles funéraires étaient ornées de croix et comportaient parfois le nom du défunt écrit en grec ou en araméen. La prospérité de ce village semble avoir culminé au début du VIIe siècle, à la veille de la conquête musulmane.
Au VIIe et au VIIIe siècle, sous les Omeyyades, le village était toujours chrétien. Il décline par la suite. Les restes d'une petite mosquée, datant probablement de l'époque ayyoubide ou mamelouk (du XIIIe siècle au XVe siècle), aménagée dans les ruines d'une église byzantine, y ont été retrouvés. Le site a sans doute été complètement abandonné au XVe siècle, et resta désert jusqu'au XXe siècle. On ne l'appelait plus que Khirbet es-Samra, « les ruines sombres ».
À partir de 1900 l'Empire ottoman fit passer au pied des ruines le Chemin de fer du Hedjaz, et une petite gare fut construite à cet endroit. Des éléments de la tribu bédouine des Beni Hassan installaient leurs tentes à proximité. À partir des années 1960 des familles de cette tribu se sont sédentarisées à côté des ruines, à l'emplacement de l'ancien cimetière. Le chemin de fer est aujourd'hui désaffecté mais dans les dernières années du XXe siècle des routes goudronnées sont venues désenclaver le village. Une importante station d'épuration retraitant les eaux usées d'Amman a été construite au sud du village en 2002. 
Depuis 1981 les vestiges antiques sont étudiés par une mission archéologique française du CNRS et de l'École biblique et archéologique française de Jérusalem, sous la direction de Jean-Baptiste Humbert, Alain Desreumaux et Gérard Thébault.

### Documentation extérieure
- Mosaïques de Khirbet es-Samra
- Association pour les Fouilles Archéologiques de Samra et de sa Région (AFASR)
- Présentation du site